# Plethodon angusticlavius
Espèce
Synonymes
- Plethodon cinereus angusticlavius Grobman, 1944

Statut de conservation UICN

 LC  : Préoccupation mineure
Plethodon angusticlavius est une espèce d'urodèles de la famille des Plethodontidae.

## Répartition
Cette espèce est endémique d'Amérique du Nord. Elle se rencontre aux États-Unis, dans le sud-est du Missouri, dans le nord de l'Arkansas et dans le nord-est de l'Oklahoma.

## Publication originale
- Grobman, 1944 : The distribution of the salamanders of the genus Plethodon in the eastern United States and Canada. Annals of the New York Academy of Sciences, vol. 45, p. 261-316.